# Amtsgericht Wegberg
Das Amtsgericht Wegberg war ein deutsches Amtsgericht mit Sitz in Wegberg.

## Geschichte
Vor 1879 bestand in Wegberg das Friedensgericht Wegberg. Das königlich preußische Amtsgericht Wegberg wurde mit Wirkung zum 1. Oktober 1879 als eines von 16 Amtsgerichten im Bezirk des Landgerichtes Aachen im Bezirk des Oberlandesgerichtes Köln gebildet. Der Sitz des Gerichts war Wegberg.
Sein Gerichtsbezirk umfasste aus dem Kreis Erkelenz die Bürgermeistereien Beek, Elmpt, Gerderath, Niederkrüchten, Schwanenberg und Wegberg und aus dem Kreis Heinsberg den Gemeindebezirg Arsbeck.
Am Gericht bestand 1880 eine Richterstelle. Das Amtsgericht war damit ein kleines Amtsgericht im Landgerichtsbezirk.
1906 wurde das Landgericht Mönchengladbach gegründet und das Amtsgericht Wegberg diesem zugeordnet.
Zum 31. März 1973 wurde das Amtsgericht Wegberg aufgehoben und dessen Sprengel dem Amtsgericht Erkelenz zugelegt.

## Gerichtsgebäude
1880 erbaute ein Privatunternehmer auf der Beecker Straße ein Gerichtsgebäude, das als Amtsgericht mit allen Räumen gemietet wurde. Anfang des 20. Jahrhunderts zog das Amtsgericht an die Bahnhofstraße in die Villa Köhler um. Dieses Gebäude wurde 1978 abgerissen.